# André Matias (cầu thủ bóng đá)
André Gabriel Matias (sinh ngày 11 tháng 9 năm 1987) là một cầu thủ bóng đá người Bồ Đào Nha gốc Mozambique thi đấu cho Almancilense.

## Sự nghiệp câu lạc bộ
Anh ra mắt chuyên nghiệp tại Giải bóng đá hạng nhất quốc gia Bồ Đào Nha cho Fátima vào ngày 22 tháng 1 năm 2011 trong trận đấu trước Gil Vicente.